# Hanriot HD.14
Анрио HD.14 (фр. Hanriot HD.14) — французский учебно-тренировочный самолёт, разработанный в 1910-1920-х и серийно производившийся в 1920—1928 годах компанией Aéroplanes Hanriot et Cie. Первый полёт совершил в 1920 году, всего было построено около 2100 самолётов.

## История создания
Самолёт HD.14 выпускался с 1920 по 1928 годы, имел большое количество модификаций, самой массовой из которых являлась HD.14 ter (HD.14/23). Впервые данная модификация была продемонстрирована на Парижском авиасалоне в 1922 году. По сравнению с базовым вариантом у этой модели уменьшена площадь крыла, изменённые обводы киля, структуры между крыльями, стойки кабины и общее сечение фюзеляжа. Неизменным остался лишь двигатель. Ширина шасси уменьшена, так как военным требовалась возможность перевозки самолёта в стандартном армейском прицепе. Введена новая система двойного управления — по патенту фирмы Aéroplanes Hanriot et Cie.
Французский воздушный флот использовал HD.14 в качестве учебных самолётов. HD.14 также экспортировались в СССР, Болгарию, Грецию, Мексику и Испанию. Кроме того, польские фирмы CWL и Samolot, а также японская Mitsubishi, строили варианты HD.14 по лицензии. В Японии он назывался Mitsubishi Army Type Ki 1 Trainer («Мицубиси армейский Ki 1 учебный»). Самолёт отличался прочностью, надёжностью, простотой в управлении.
По мере списания самолётов, они переходили в частные руки или к аэроклубам, поэтому в 1930-е годы во Франции можно было часто увидеть этот самолёт (подобно DH.60 Moth в Англии). В гражданских службах самолёт летал ещё на протяжении десятков лет.

## Конструкция
Hanriot HD.14 представлял из себя однодвигательный биплан с неразнесёнными крыльями одинакового размера. На самолёт устанавливался двигатель французского производства Le Rhône 9 мощностью 80 л. с. Максимальная скорость составляла 110 км/ч, дальность полёта — 180 км, а максимальная высота полёта — 4 км.

## Модификации

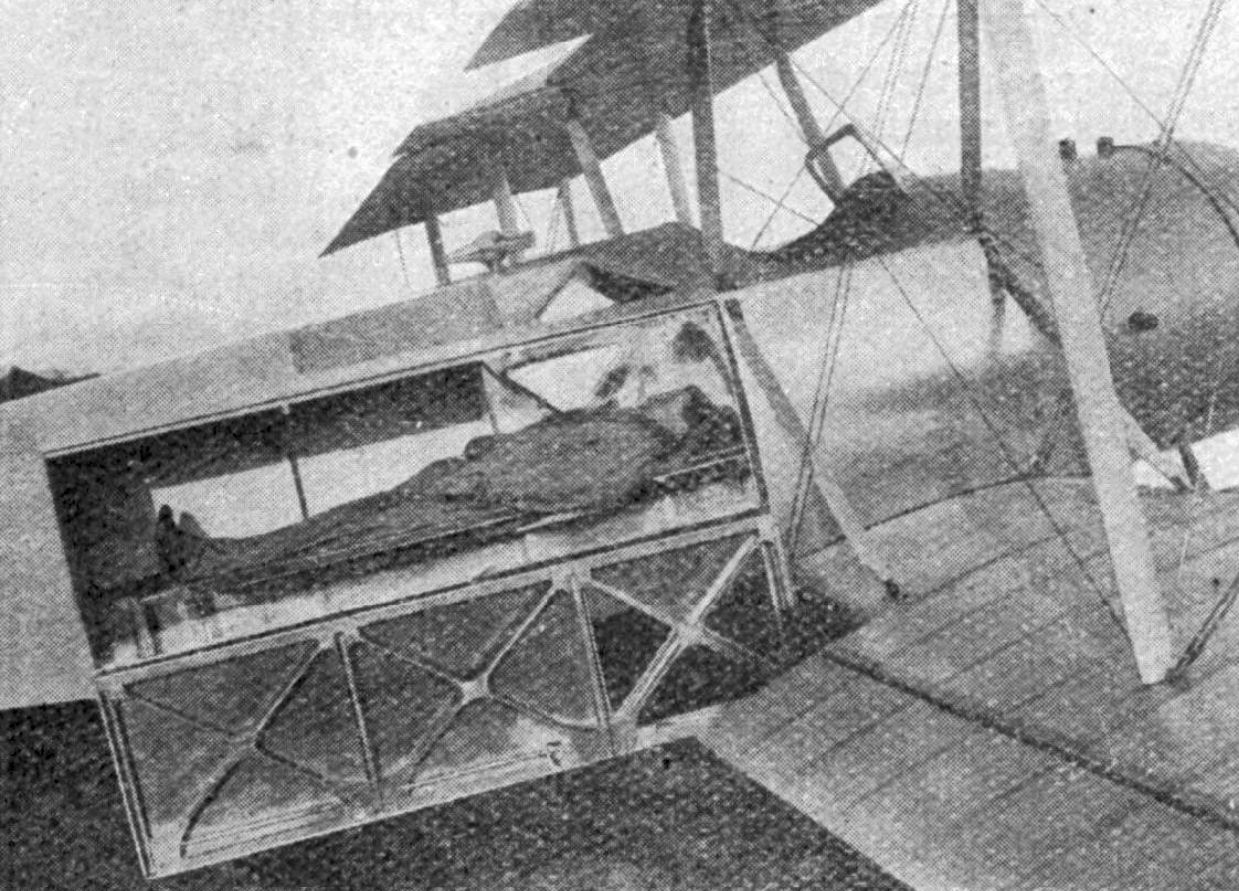
Демонстрация санитарного HD.14S, фото из журнала L’Aérophile-Salon, 1926 год

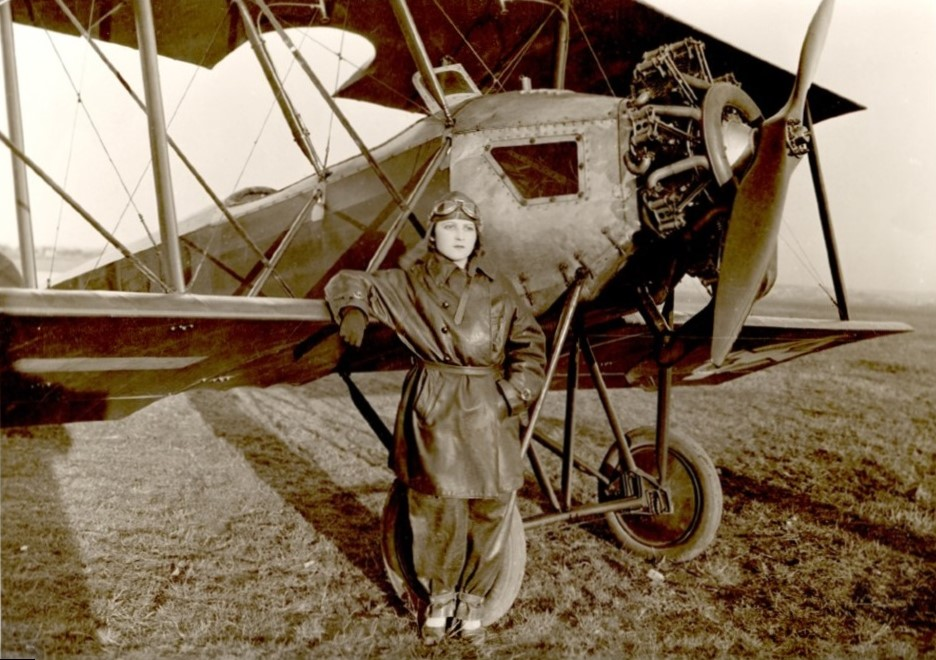
Первая югославская лётчица, Даница Томич, возле своего HD.320, 1928 год

- HD.14 (HD.14 EP2) — оригинальный серийный вариант.
- HD.14 ter (HD.14/23) — улучшенная версия, производился с 1922 года.
- HD.14S — санитарная версия 1925 года. У самолёта убрали кабину курсанта и вместо неё сделали дверь сбоку фюзеляжа, чтобы через неё возможно было поместить одни носилки. Французская армия заказала 50 таких самолётов.
- HD.141 — модификация бывших армейских HD.14 для аэроклубов. Заключалась в установке более мощного ротативного двигателя Clerget в 130 л. с.
- HD.28 — экспортная версия HD.14. Многие её части делались из дюралюминия в противовес дереву на обычном HD.14. Именно эту модификацию выпускали фирмы CWL и Samolot в Польше в течение 1924—1926 годов.
- HD.17 — версия HD.14 на поплавках. Также двигатель Clerget и увеличенное хвостовое оперение. Несколько таких самолётов экспортировали в Эстонию и Латвию.
- HD.40S — версия подобная HD.14S, но смешанной конструкции и с двигателем Salmson 9Ас мощностью 120 л. с.
- HD.41H — мотор, как у HD.40S, при этом поплавки и увеличенная площадь хвоста, как у HD.17. Смешанная конструкция и одна большая кабина на пилота и курсанта. Малые партии экспортировались в Грецию и Португалию.
- HD.32[англ.] — общая конфигурация подобна HD.14 ter, но с иным шасси, меньшим размахом крыльев, переделанным стабилизатором. Именно этот самолёт купила Япония. Данный самолёт с двигателем Anzani мощностью 110 л. с. строился в Югославии концерном Zmaj.
- HD.320 — HD.32 c двигателем Salmson 9Ас, во Франции изготовлено 12 машин, в Югославии ещё 45 по лицензии.
- HD.321 — версия HD.32, но с мотором Clerget 9B. 11 машин построили в 1928 году. Позднее четыре HD.14 и четыре HD.320 переделали в эту версию. И, в свою очередь, четыре HD.321 позже переделали в HD.141.
- H.410 — версия 1928 года с ширококолейными шасси, с улучшенными амортизаторами и двигателем Lorraine 5Pa мощностью 100 л. с.[1].
- H.411 — HD.410 с двигателем Salmson 7Ac мощностью 95 л. с.[2].
- LH.412 — HD.410 с двигателем Lorraine мощностью 110 л. с.[3].

## Эксплуатанты
- Военно-воздушные силы Бельгии
- Военно-воздушные силы Франции

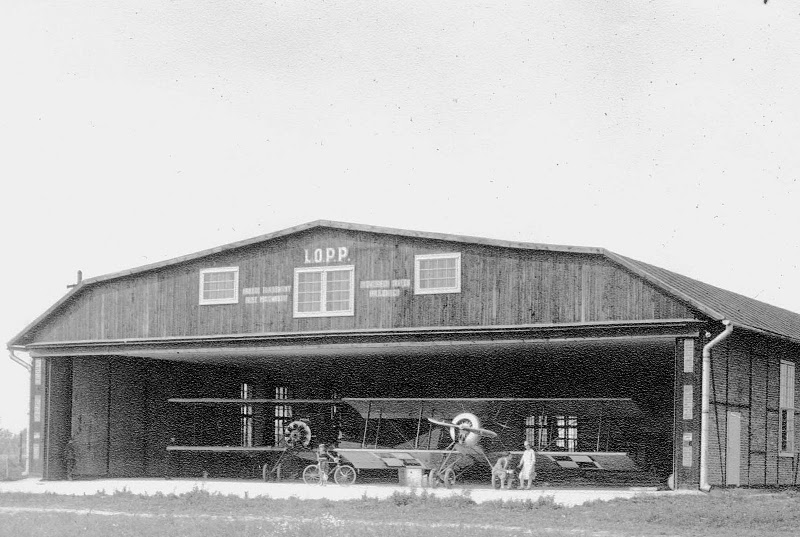
HD.14 польских ВВС на аэродроме Левандовка

- Военно-воздушные силы Японии (145 штук построенных по лицензии Ki-1)
- Военно-воздушные силы Эстонии (2 штуки)
- Военно-воздушные силы Польши (295 штук, включая 245 построенных по лицензии HD.28)
- Военно-воздушные силы СССР (30 штук)
- Военно-воздушные силы Румынии (15 штук)
- Военно-воздушные силы Болгарии
- Военно-воздушные силы Мексики
- Военно-воздушные силы Испании
- Военно-воздушные силы Югославии — модификация HD.320, в том числе производилась по лицензии.

## Характеристики самолёта (ранняя версия HD.14)
Общие характеристики:
- Экипаж: 2 человека — пилот и инструктор
- Размах крыльев: 10,87 м
- Длина: 7,80 м
- Высота: 3 м
- Площадь крыльев: 34,5 м²
- Максимальная взлетная масса: 810 кг
- Двигатель: поршневой Le Rhône 9 мощностью 80 л. с.

Лётные характеристики:
- Максимальная скорость: 110 км/ч
- Крейсерская скорость: 80 км/ч
- Практическая дальность: около 180 км
- Практический потолок: 4000 м